# Lac de la Pinçonnière
Le lac de la Pinçonnière est une étendue d’eau d’origine artificielle à Blois, dans le Loir-et-Cher, en France métropolitaine. Entouré d’un large parc urbain, il est à la fois la source de l’Arrou et la jonction des quartiers de la Pinçonnière et de la Quinière, dans l’ouest de la ville.

## Géographie

### Localisation
Le lac se trouve à l'extrême ouest de la ville de Blois, à l'orée de la forêt domaniale de Blois. Le lac et que le parc qui l'entoure forment d'ailleurs la partie ouest du parc de l'Arrou, le tout composant un corridor biologique (dont l'intérêt écologique est présenté ci-après) entre la forêt et le quartier de la Gare.

## Histoire

### L’étang de Pigelée
Une première mention d’un étang de Pigelée est faite au XIIIe siècle. Cette étendue d’eau aurait potentiellement été naturelle, créée par l’accumulation de différents ruisseaux en provenance de la forêt domaniale de Blois. Celui-ci fut acquis par les échevins en 1512 après une inondation de l’Arrou.
Cependant, l’étang de Pigelée fut asséché vers la fin du XVIIIe siècle.

### Le lac de la Pinçonnière
En 1974, la municipalité de Blois décide de contenir le développement des habitations pavillonnaires en établissant une « pénétration verte dans le tissu urbain », concrétisée deux ans plus tard par la réalisation d’un nouveau lac, appelé « de la Pinçonnière », du nom du quartier nouvellement construit au nord du lac, en lieu et place de l’ancien étang de Pigelée, ainsi que par l’aménagement du parc de l’Arrou, en direction du centre-ville.